# Millerton (New York)
Millerton est un village situé dans le comté de Dutchess, dans l'État de New York, aux États-Unis,. En 2010, il comptait une population de 958 habitants, estimée au 1er juillet 2019 à 925 habitants.

## Démographie
Lors du recensement de 2010, le village comptait une population de 958 habitants. Elle est estimée, en 2019, à 925 habitants.